# Mateusz Wesserling
Mateusz Wesserling (ur. 3 lipca 1992) – polski futsalista, zawodnik z pola, reprezentant Polski, obecnie zawodnik Red Devils Chojnice. 
Mateusz Wesserling jest wychowankiem Gryfa Wejherowo. Występował również w Arce Gdynia, Pogoni Lębork, Orkanie Rumia, Kotwicy Kołobrzeg oraz MKS Władysławowo. W latach 2013–2019 był zawodnikiem AZS-u UG Gdańsk. W 2018 roku  zadebiutował w reprezentacji Polski w dwumeczu przeciwko reprezentacji Serbii. W pierwszej rundzie sezonu 2019/2020 byłzawodnikiem Red Devils Chojnice, następnie wrócił do AZS-u UG.